# Каммлер, Ганс
Ганс Фридрих Карл Франц Каммлер (нем. Hans Friedrich Karl Franz Kammler, 26 августа 1901, Штеттин — 9 мая 1945.) — обергруппенфюрер и генерал СС. Отвечал за ракетную программу нацистской Германии.

## Биография

### Ранние годы. Веймарская республика
Родился в Штеттине. Сын полковника, впоследствии офицера жандармерии Франца Каммлера. В 1908—1918 гг. посещал гуманитарные гимназии в Бромберге, Ульме и Данциге.
В феврале 1919 года добровольцем вступил в 2-й лейб-гусарский королевы Прусской Виктории полк, однако уже в мае того же года перешёл во «Фрайкор Россбаха», служил в кавалерийском эскадроне и в пограничных войсках. Демобилизовавшись, с 1919 по 1923 гг. изучал архитектуру в Мюнхене и Данциге. Работал по специальности. Регирунгсбаумайстер (1928).
В 1928—1933 гг. работал в Прусской строительной и финансовой дирекции в Берлине. По другим данным, был до 1931 г. безработным. В 1930 г. женился на Ютте Хорн, имел нескольких детей. В 1932 г. защитил кандидатскую диссертацию по инженерным наукам.

### Карьера
Вступил в НСДАП 1 марта 1932 г. (№ 1.011.855), состоял на различных административных должностях. В 1933 г. назначен в Аграрно-политическое управление Имперского руководства НСДАП, референт Имперского министерства продовольствия и сельского хозяйства, руководитель жилищной реформы гау Берлин. Регирунгсобербаурат (1937). Затем был главой отдела строительства при Имперском министерстве авиации. В апреле 1940-июне 1941 гг. директор строительного бюро 2-го авиационного командования.

#### Деятельность в СС
20 мая 1933 года Каммлер вступил в СС (№ 113.619). С 1 июня 1941 года и до конца войны руководил строительными проектами СС (с 1 февраля 1942 года — глава управленческой группы С (строительство) Главного экономического управления СС). Ему принадлежало авторство проекта пятилетней программы по организации концентрационных лагерей СС на оккупированных территориях СССР и Норвегии. Каммлер принимал участие в проектировании лагеря смерти Аушвиц (Освенцим).
1 сентября 1943 года Каммлер назначен особоуполномоченным рейхсфюрера СС по программе «А-4» («оружие возмездия»); отвечал за строительные работы и поставки рабочей силы из концентрационных лагерей.
С 1 марта 1944 года Каммлер руководит строительством подземных заводов по производству истребителей. Через три месяца Гиммлер доложил Гитлеру, что за восемь недель было построено десять подземных авиационных заводов общей площадью в десятки тысяч квадратных метров. В марте 1944 года Каммлер в качестве представителя Гиммлера входит в «авиационный штаб», состоящий из высших чиновников Люфтваффе и Министерства вооружения. Рейхсмаршал Герман Геринг, глава Люфтваффе и номинальный преемник Гитлера, поручает ему переместить все стратегические авиационные объекты под землю.
8 августа 1944 года Каммлер становится генеральным руководителем проекта «V-2» («А-4»). Он управляет всем процессом — начиная с производства и размещения и заканчивая ведением боевых действий против Англии и Нидерландов. Именно он непосредственно руководит ракетными атаками. Эта позиция, благодаря его неизменному вниманию к деталям, дает возможность Каммлеру изучить весь процесс управления стратегической программой вооружения — возможность, которая до этого не представлялась никому в нацистской Германии.
С 31 января 1945 года Каммлер становится уполномоченным фюрера по разработке реактивных двигателей, а также руководитель всех ракетных программ — как оборонительных, так и наступательных. 6 февраля 1945 года Гитлер пожизненно назначает его ответственным за воздушное вооружение (истребители, ракеты, бомбардировщики).
28 февраля 1945 года Каммлер назначен командиром LXV армейского корпуса особого назначения.
Обергруппенфюрер СС (1.3. 1945, последний из получивших это звание).

#### В последние недели нацистской Германии
В начале апреля 1945 года, когда советская армия находилась уже на подступах к Берлину, Гитлер и Гиммлер передали под прямое руководство Каммлера все секретные системы вооружения нацистской Германии, аналогов которым не было ни у одной из стран участниц антигитлеровской коалиции. Крайне любопытна, если не сказать, удивительна уверенность руководства Рейха в том, что Каммлеру удастся сотворить чудо. 3 апреля 1945 года Йозеф Геббельс пишет в своем дневнике: «Фюрер вел длительные переговоры с обергруппенфюрером Каммлером, который несет ответственность за реформу Люфтваффе. Каммлер справляется со своими обязанностями великолепно, и на него возлагаются большие надежды».
После встречи с Гитлером Каммлер перемещает свою штаб-квартиру из Берлина в Мюнхен. Перед тем как окончательно покинуть Берлин он наносит прощальный визит Шпееру, во время которого намекает ему, что тому также стоит перебраться в Мюнхен, а также, что «СС предпринимает попытки устранить фюрера». Затем Каммлер сообщает Шпееру, что планирует связаться с американцами и в обмен на гарантию свободы предложит им все — «реактивные самолеты, а также ракеты „А-4“ и другие важные разработки». А также то, что он собирает всех квалифицированных экспертов в Верхней Баварии, чтобы передать их армии США.
«Он предложил мне участвовать в его операции, — писал Шпеер, — которая, несомненно, сработает в мою пользу».
Шпеер отказывается от предложения Каммлера.
23 апреля 1945 г. Каммлер переезжает в Эбензее. Именно здесь в горах на берегу озера Траунзее, ещё в 1943 году под его командованием была начата работа по созданию гигантского подземного комплекса для строительства МБР «А-9»/«А-10», получившего кодовое наименование «Zement». 4 мая он отправляется в Прагу, откуда бежит 9 мая после победы Пражского восстания. У Каммлера была единственная веская причина для того, чтобы проделать этот путь — документация группы по специальным проектам, находящаяся на «Шкоде» и в её административных офисах в Праге. По другим данным, последний раз Каммлера видят в Обераммергау в гостинице «Ланг». Нечаянным свидетелем разговора Каммлера с начальником его штаба, оберштурмбанфюрером СС Штарком стал Вернер фон Браун. По его словам они собирались сжечь свои мундиры и ненадолго затаиться в монастыре XIV века в Эттале, расположенном в нескольких километрах от Обераммергау.
Существуют четыре противоречащих друг другу версии смерти генерала Каммлера. Согласно первой, он покончил с собой 9 мая 1945 года в лесу между Прагой и Пльзенем. По второй версии он погиб в тот же день под обстрелом, когда выбирался из подвала разрушенного бомбами дома. По третьей версии в тот же день он застрелился в лесу недалеко от Карлсбада. Четвёртая версия основана на двух документах, которыми располагало немецкое и австрийское общество Красного Креста сразу после войны. В первом документе, написанном родственником, о Каммлере говорилось как о «пропавшем без вести». Согласно этому документу, последнее известие о Каммлере пришло из Эбензее в Штирии (Австрия). Во втором документе, основанном на показаниях неизвестных «товарищей», утверждалось, что Каммлер мертв. Место захоронения указано не было. По некоторым данным, труп Каммлера был захоронен его адъютантом и водителем на месте его самоубийства.
Версия об убийстве Каммлера его адъютантом Хансом Шляйфом, приведённая К. А. Залесским в словаре «СС. Охранные отряды НСДАП», несостоятельна — Шляйф покончил с собой в Берлине ещё в конце апреля 1945 г.
Ганс Каммлер был официально объявлен мёртвым судом Берлин-Шарлоттенбурга 7 сентября 1948 г.
Первые три варианта объединяет одна общая деталь — до капитуляции Каммлер находится в Праге или в её окрестностях. Один из свидетелей, упомянутый Томом Агостоном, — чиновник из пражского регионального управления строительного подразделения Главного экономического управления СС вспоминал:
«Каммлер прибыл в Прагу в начале мая. Его не ожидали. Он не сообщил заранее о своем прибытии. Никто не знал, зачем он приехал, когда на подходе была Красная армия».

### После войны
Вскоре после окончания войны в руки американской контрразведки попадает правая рука Каммлера, Вильгельм Фосс. На допросе он сообщает о существовании Спецштаба Каммлера на заводе «Шкода». Однако агенты остаются настолько бесстрастны к сообщению о специальной группе, обладающей необычайными военными секретами, что у него складывается впечатление, что им уже все известно.
Фосс предлагает бросить все силы на поиски Каммлера, «пока его не схватили русские», и вновь агенты не проявляют к его словам никакого интереса. И это люди, которые представляют стратегические интересы страны, «возглавлявшей крупнейшую грабительскую операцию того времени с участием армии, флота и военно-воздушных сил, а также гражданских лиц».
В связи с этим на память приходит мгновенный рывок на восток 16-й бронетанковой дивизии Третьей армии Паттона. Полностью проигнорировав соглашения, подписанные между чешским правительством в эмиграции и Советским Союзом, войска 16-й бронетанковой дивизии, двигаясь на восток от Нордхаузена, 6 мая 1945 года пересекают чешскую границу и вступают в Пльзень, находящийся в самом сердце советской оккупационной зоны. Американские войска на шесть дней захватывают завод «Шкода», пока 12 мая 1945 года там не появляются части Красной армии. После протестов со стороны Советского Союза Третья армия вынуждена уйти. Согласимся, что шесть дней — немалый срок.
Ещё одним звеном в цепи странных обстоятельств, связанных с историей генерала Каммлера является почти полное забвение самого его имени и роли в истории нацистской Германии. Весьма странной представляется та необъяснимая легкость, с которой это имя было предано забвению сразу после окончания войны. А ведь, как мы помним, этот неординарный человек считался одним из самых могущественных и влиятельных государственных чиновников нацистской Германии. В процессе поисков сведений о Каммлере, уже упоминавшийся нами Том Агостон выяснил, что его имя даже не упоминалось на Нюрнбергском процессе — невероятный факт, если учесть какую важную роль играл этот человек в кругах приближенных к Гитлеру. Более того, нет никаких указаний на то, что его даже пытались искать, как прочих военных преступников.
Туман отчасти начинает рассеиваться благодаря сведениям, предоставленным польским ученым Игорем Витковским, предпринявшим собственные изыскания в этой области. Согласно его источникам, во время допроса Рудольфа Шустера — высокопоставленного чиновника из министерства безопасности нацистской Германии, на котором присутствовали глава польской военной миссии в Берлине генерал Якуб Правин и полковник Владислав Шиманский, были получены сведения о существовании т. н. «генерального плана — 1945», и функционировавшей в его рамках «специальной эвакуационной команды», в составе которой Шустер оказался 4 июня 1944 года. Эта информация вызвала сильную тревогу, поскольку Правину и Шиманскому удалось выяснить, что за «генеральным планом — 1945» стоял Мартин Борман.
По новейшим сведениям, Каммлер в течение двух лет находился в руках американских спецслужб, прежде чем совершил самоубийство в камере.